# Mèrops (espòs d'Equemea)
D'acord amb la mitologia grega, Mèrops (en grec antic: Μέροψ)  va ser un rei de l'illa de Cos.
Es va casar amb la nimfa Equemea, que formava part del seguici d'Àrtemis. Equemea va morir per les fletxes d'Àrtemis, indignada perquè la nimfa havia abandonat el seu seguici quan es va casar contra la voluntat de la deessa. Mèrops, desesperat, va intentar de suïcidar-se, però Hera se'n va apiadar i el va transformar en una àliga que va situar al cel, perquè s'oblidés dels patiments humans.